# Hemigaleus australiensis
Hemigaleus australiensis es una especie de elasmobranquio carcarriniforme de la familia Hemigaleidae.